# Rudolf Kawalla
Rudolf Kawalla (* 23. Oktober 1952 in Gleiwitz) ist ein deutscher Ingenieurwissenschaftler, der an der TU Bergakademie Freiberg forscht und unterrichtet.

## Leben
Der aus dem polnischen Gleiwitz stammende Kawalla besuchte ab 1959 die dortige Volksschule und wechselte dann 1967 an das dortige Hütten-Technikum. Seine Schulbildung schloss er 1972 mit Abitur und der Prüfung zum Gießereitechniker ab. Anschließend studierte er von 1972 bis 1977 an der Metallurgischen Fakultät des Schlesischen Polytechnikums in Gleiwitz Maschinenbau (Fachgebiet Umformtechnik). Nach seiner Diplomprüfung nahm er eine Tätigkeit als Wissenschaftlicher Assistent am Institut für Werkstoffkunde des Schlesischen Polytechnikums auf. Danach wechselte er in die Industrie zur ThyssenKrupp Stahl AG, Duisburg, wo er bis zum Bereichsleiter der Werkstoff- und Verfahrensmodellierung aufstieg. 
Am Institut für Eisenhüttenkunde der Rheinisch-Westfälischen Technischen Hochschule Aachen wurde er 1990 zur Thematik Einfluß der Umformbedingungen auf das Rekristallisations- und Ausscheidungsverhalten nichtrostenden Mo-haltiger austenitischer Stähle zum Dr.-Ing. promoviert. Als Nachfolger von Wolfgang Lehnert ist er seit dem 1. Mai 1999 Professor für Umformtechnik und Institutsdirektor des Institutes für Metallformung der TU Bergakademie Freiberg. 
In der akademischen Selbstverwaltung war er als Prorektor für Forschung (2006–2010) und als amtierender Rektor (2010) tätig. Seine Arbeitsschwerpunkte sind das Gießwalzen von Magnesiumblechen und die Massivumformung. Er ist Autor zahlreicher Bücher und gelisteter Journal-Veröffentlichungen. Seit 2000 ist er als DFG-Gutachter tätig.
In Würdigung seines Wirkens wurde er bereits mehrfach zum Ehrenprofessor ernannt.
Bobritzsch ist sein Wohnort.